# Louis Ruchonnet

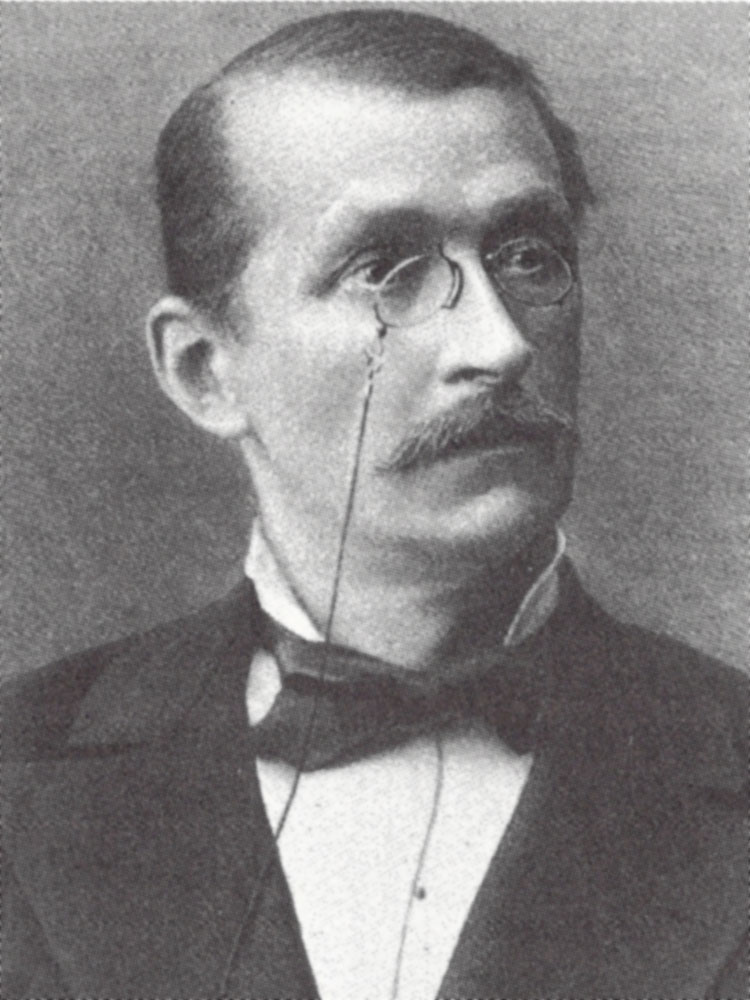
Louis Ruchonnet, vor 1882

Antoine Louis John Ruchonnet (* 28. April 1834 in Lausanne; † 14. September 1893 in Bern, heimatberechtigt in Saint-Saphorin; meist Louis Ruchonnet genannt) war ein Schweizer Politiker und Rechtsanwalt. Neben seiner juristischen Tätigkeit widmete er sich der Förderung der Wirtschaft. Von 1863 bis 1868 und von 1874 bis 1881 gehörte er dem Grossen Rat des Kantons Waadt an. Dazwischen war er von 1868 bis 1874 Staatsrat. Ab 1866 war er auch Mitglied des Nationalrates und präsidierte diesen zweimal. 1881 wurde er als Vertreter der radikalen Fraktion (der heutigen FDP) zum Bundesrat gewählt. Bis zu seinem Tod stand er mit Ausnahme eines Jahres dem Justiz- und Polizeidepartement vor und gab den Anstoss für zahlreiche Gesetzgebungsverfahren, von denen das Schuldbetreibungs- und Konkursrecht das wichtigste ist. 1883 und 1889 war er Bundespräsident.

## Biografie

### Studium, Beruf und Familie
Louis Ruchonnets Vater François-Louis Ruchonnet war Fechtmeister an der Akademie von Lausanne, seine Mutter Susanne Boomer stammte aus England. Nach dem Besuch des Gymnasiums studierte Louis Ruchonnet ab 1850 Rechtswissenschaft an der Akademie, obwohl er eher an Geologie interessiert gewesen war. Im selben Jahr trat er den Studentenverbindungen Belles-Lettres und Helvetia bei, letztere präsidierte er 1854. Im August 1855 nahm er am Eidgenössischen Turnfest teil und gewann den ersten Preis im Degen- und Säbelfechten. Nachdem er 1856 das Studium mit dem Lizenziat abgeschlossen hatte, erwarb Ruchonnet zwei Jahre später das Anwaltspatent. Er lehnte das Angebot ab, in Lausanne den Lehrstuhl für Zivilrecht zu übernehmen, da er den Beruf des Rechtsanwalts vorzog.
1859 eröffnete Ruchonnet nach einem Praktikum in London eine Anwaltskanzlei in Lausanne. Zwei Jahre später heiratete er Gabrielle Rogivue, eine Enkelin von Ignaz Troxler, mit der er zwei Söhne hatte. Nach ihrem Tod vermählte er sich 1874 mit Élise Borgognon. Neben seiner Tätigkeit als Anwalt widmete sich Ruchonnet insbesondere der Wirtschaftsförderung. Er war Präsident des Lausanner Handels- und Industrievereins und gründete zwei Sparkassen, die Union Vaudoise de Crédit und die Caisse populaire, welche die Bedürfnisse von Gewerbetreibenden und Arbeitern abdeckten. Er stand der Bewegung der Pazifisten nahe. 1867 und 1869 nahm er an den Weltfriedenskongressen teil.

### Politische Karriere
1863 wurde Ruchonnet in den Grossen Rat gewählt, den er 1866 präsidierte. Er gehörte dem linken Flügel der zerstrittenen Radikalen an und galt wegen seines Charismas als deren Hoffnungsträger für die Zukunft. Von Victor Ruffy gefördert, baute er die radikale Bewegung im Kanton Waadt wieder auf. 1868 folgte die Wahl in die Kantonsregierung, den Staatsrat. In diesem war er zunächst für die Erziehungs- und Kultusdirektion zuständig. Er gestaltete das Schulwesen auf Primarstufe um und leitete die ersten Schritte ein, die Lausanner Akademie in den Stand einer Universität zu erheben. 1872 leitete Ruchonnet vorübergehend für ein halbes Jahr die Militärdirektion, ehe er 1873 zu seiner angestammten Direktion zurückkehrte. Ebenfalls 1873 amtierte er als Regierungspräsident. 1874 trat er als Staatsrat zurück und setzte seine politische Karriere als Grossrat und Abgeordneter des Lausanner Gemeindeparlaments fort. Er führte auch seine Kanzlei weiter, die sich zu einer der renommiertesten des ganzen Kantons entwickelte. Zu Ruchonnets Praktikanten gehörten zwei spätere Bundesräte, Marc Ruchet und Eugène Ruffy.
Ruchet kandidierte bei den Parlamentswahlen 1866 und sicherte sich einen der vier Sitze im Wahlkreis Waadt-Ost. Im Nationalrat war er ein Gegenspieler der einflussreichen Parlamentariergruppe um «Eisenbahnkönig» Alfred Escher. In der Eisenbahnpolitik setzte er sich für den Weiterbau des Simplonstrecke ein und bekämpfte die von Escher favorisierte Gotthardbahn, wenn auch letztlich vergeblich. In den Debatten zur Totalrevision der Bundesverfassung, die im Zeichen des zunehmenden Zentralismus standen, übernahm er bald die Führungsposition innerhalb des föderalistischen Flügels. Die 1868 von ihm gegründete Zeitung La Revue entwickelte sich zu einem Sprachrohr der welschen Föderalisten. Ruchonnet gehörte zu den Hauptgegnern des zentralistischen Verfassungsentwurfs von 1872, den das Volk knapp ablehnte. Anschliessend war er an der Ausarbeitung der erfolgreichen Verfassungsrevision von 1874 beteiligt, die mehr Forderungen der Föderalisten erfüllte.
1869 und 1874/75 war Ruchonnet Nationalratspräsident. Am 10. Dezember 1875 wählte ihn die Bundesversammlung in den Bundesrat, doch er lehnte es ab, die Wahl anzunehmen; an seiner Stelle rückte Numa Droz in die Landesregierung. Nach dem Tod von Fridolin Anderwert am Weihnachtstag 1880 gehörte Ruchonnet sogleich wieder zu den meistgenannten Favoriten, weigerte sich aber zu kandidieren. Die Bundesversammlung wählte am 22. Februar 1881 Karl Hoffmann, der die Wahl jedoch ebenfalls ablehnte. In den Tagen danach kam es zahlreichen Kundgebungen der Waadtländer Bevölkerung, woraufhin sich Ruchonnet umstimmen liess. Bei der Wiederholung der Bundesratswahl am 3. März erhielt er im ersten Wahlgang 102 von 161 gültigen Stimmen. Auf seinen katholisch-konservativen Herausforderer Philipp Anton von Segesser entfielen 49 Stimmen, auf weitere Personen zehn Stimmen.

### Bundesrat
Zusammen mit seinem Amtskollegen Emil Welti war Ruchonnet von Anfang an eine der dominierenden Persönlichkeiten im Bundesrat. Zunächst stand er dem Handels- und Landwirtschaftsdepartement vor. Neben seiner Hauptaufgabe setzte er sich auch für den Ausgleich zwischen Katholiken und Protestanten ein, deren Verhältnis wegen des Kulturkampfs sehr angespannt war. Zusammen mit Welti verhandelte er über die Loslösung des Kantons Tessin von den Bistümern Como und Mailand. 1882 übernahm er das Justiz- und Polizeidepartement. 1883 war er Bundespräsident und somit – der damaligen Praxis entsprechend – vorübergehend auch Vorsteher des Politischen Departements. Während seines Präsidialjahres brachte er die Verhandlungen über die Schaffung des Bistums Lugano zum Abschluss. Auch nahm er die offizielle Eröffnung der ersten Landesausstellung in Zürich vor.
Ruchonnet wechselte 1884 zurück ins Justiz- und Polizeidepartement. Er war zwar ein Anhänger des Kapitalismus im Allgemeinen und des Freihandels im Besonderen, war sich aber auch dessen Nachteile bewusst und suchte nach pragmatischen Lösungen in der sozialen Frage. Zunächst wurde unter seiner Aufsicht die Haftpflicht der Arbeitgeber bei Arbeitsunfällen eingeführt. Anschliessend setzte er sich für einen Verfassungsartikel als Grundlage einer Kranken- und Unfallversicherung ein. Unter dem Eindruck des fortschreitenden technischen Wandels gelangte er zur Einsicht, dass die föderalistische Schweiz ihre Rechtsordnung überdenken müsse. Er erarbeitete Ausführungsbestimmungen zum neuen Obligationenrecht und verfasste eine Bundesjustizreform. Das drängendste Problem war die Rechtsvereinheitlichung, die nach der Annahme der neuen Bundesverfassung notwendig geworden war und die verschiedenen kantonalen Gesetze ablösen sollte. 1885 nahm Ruchonnet sein wichtigstes Projekt in Angriff, das Schuldbetreibungs- und Konkursrecht. Nach langwierigen parlamentarischen Beratungen überstand es am 17. Dezember 1889 eine Volksabstimmung und konnte 1892 in Kraft gesetzt werden.
Von Eugen Huber inspiriert, nahm Ruchonnet daraufhin die Arbeiten an einem einheitlichen Zivilgesetzbuch in Angriff, das aber erst 1912 in Kraft treten sollte. Ebenso gab er Carl Stooss den Auftrag, Überlegungen zu einem einheitlichen Strafgesetzbuch anzustellen. Unter dem Eindruck eines anarchistischen Anschlags auf das Bundeshaus 1885 und der Wohlgemuth-Affäre 1889 setzte er einen ständigen Bundesanwalt durch. Weitere wichtige Gesetzgebungsverfahren betrafen die zivilrechtlichen Verhältnisse der Niedergelassenen (1891) und die Reorganisation des Bundesgerichts (1893). Ebenfalls 1893 engagierte er sich vehement gegen die Schächtverbotsinitiative, verlor aber deutlich.
Ruchonnet, der seit 1862 der Freimaurerloge Espérance et Cordialité angehört hatte, war 1887 zum Grosskommandeur des schottischen Ritus ernannt worden. 1889 war er zum zweiten Mal Bundespräsident. Da aber Numa Droz das bisherige Rotationsprinzip durchbrochen hatte und Aussenminister blieb, musste er das Departement nicht wechseln. 1890 folgte die Wahl zum Vizepräsidenten der pazifistischen Vereinigung International Arbitration and Peace Association gewählt. 1893 erlag er während einer Bundesratssitzung in Bern einem Herzleiden.